# 허남 결
허남 결(許男 結, ? ~ ?)은 중국 춘추 시대 허나라의 군주(재위: 기원전 481년 ~ ?)이다.

## 행적
기원전 481년, 아버지 원공의 뒤를 이어 즉위하였다.
결은 취임 시기가 명확히 확인되는 허나라 군주들 중 마지막으로, 이후의 세계는 실전되어 알 수 없다. 육순의 《춘추집전찬례》(春秋集傳纂例)에 따르면, 허나라는 24대까지 이어지다가 초나라에게 멸망되었다고 한다.

## 출전
- 육순, 《춘추집전찬례》 권10

| 전임 아버지 원공 성 | 허나라의 군주 기원전 481년 ~ ? | 후임 (불명) |